# Sauris subnigrata
Sauris subnigrata là một loài bướm đêm trong họ Geometridae.